# وادي النعيم
وادي النعيم قرية سوريّة تتبع إداريّاً لمحافظة ريف دمشق منطقة يبرود ناحية عسال الورد، بلغ تعداد سكانها 125 نسمة حسب التعداد السكاني لعام 2004.